# Weitnau
Weitnau è un comune tedesco di 5 217 abitanti, situato nel land della Baviera.

## Chiesa di S. Pelagio

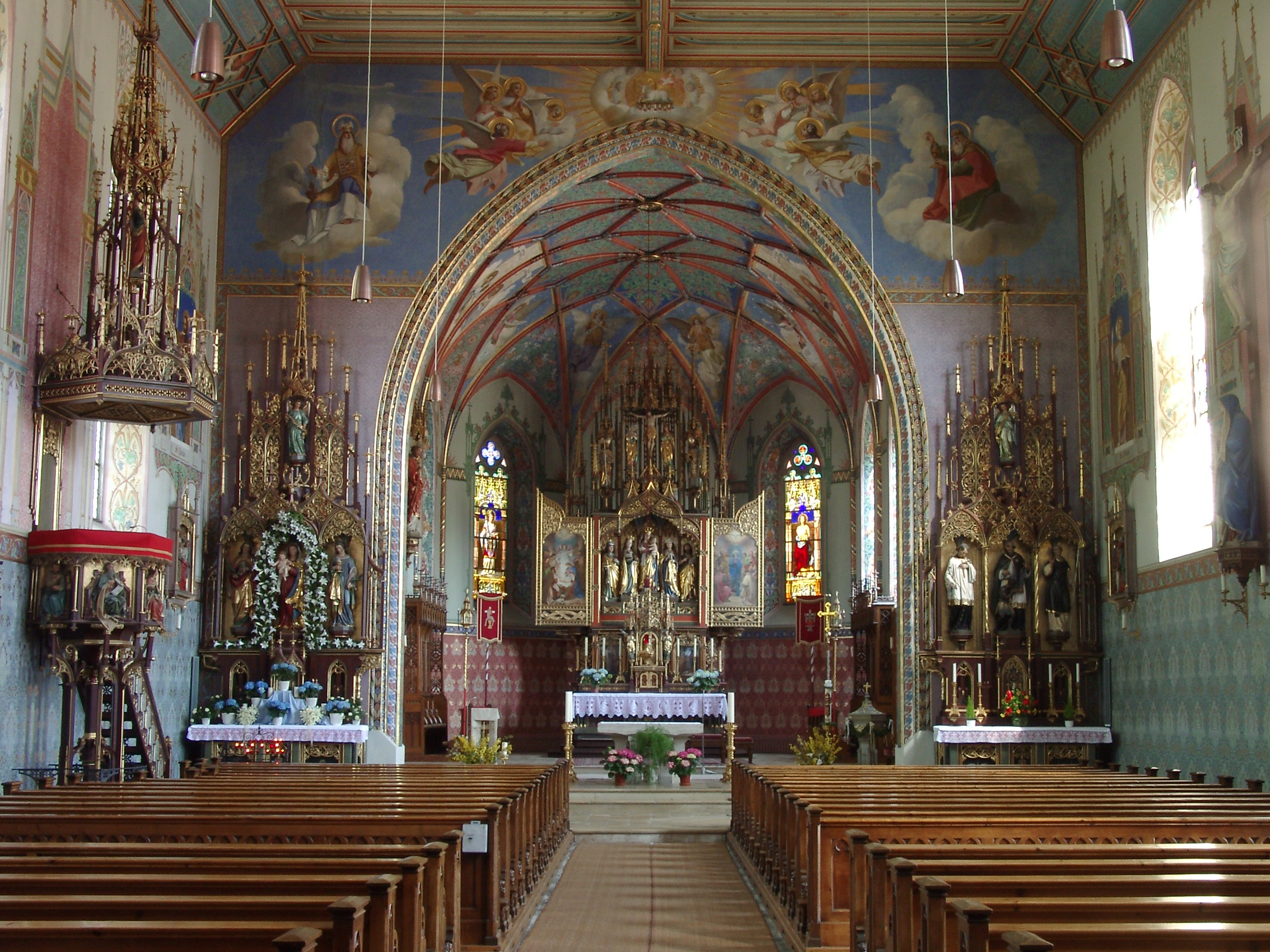
Interno della chiesa di S. Pelagio.
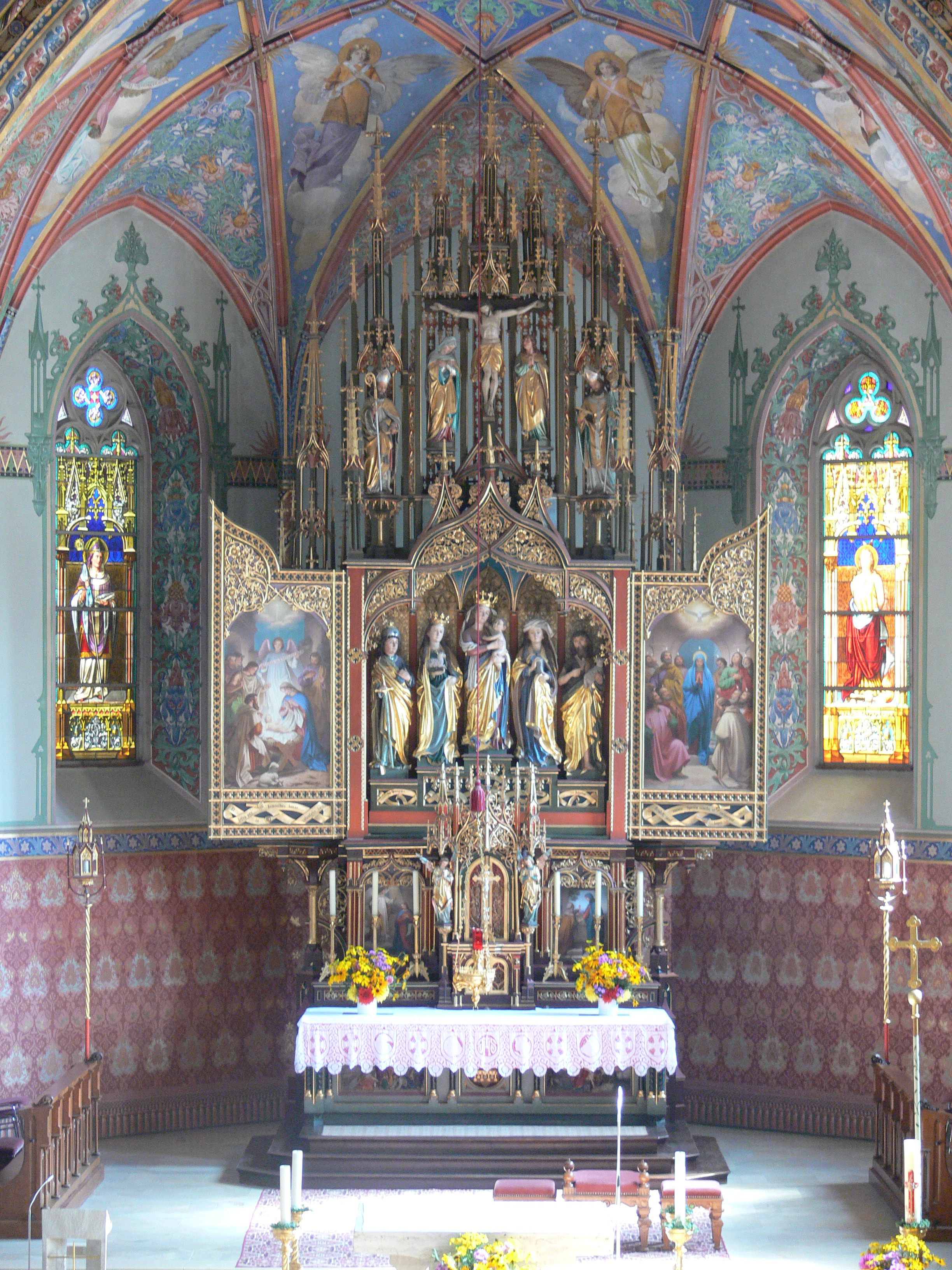
Altare in S. Pelagio
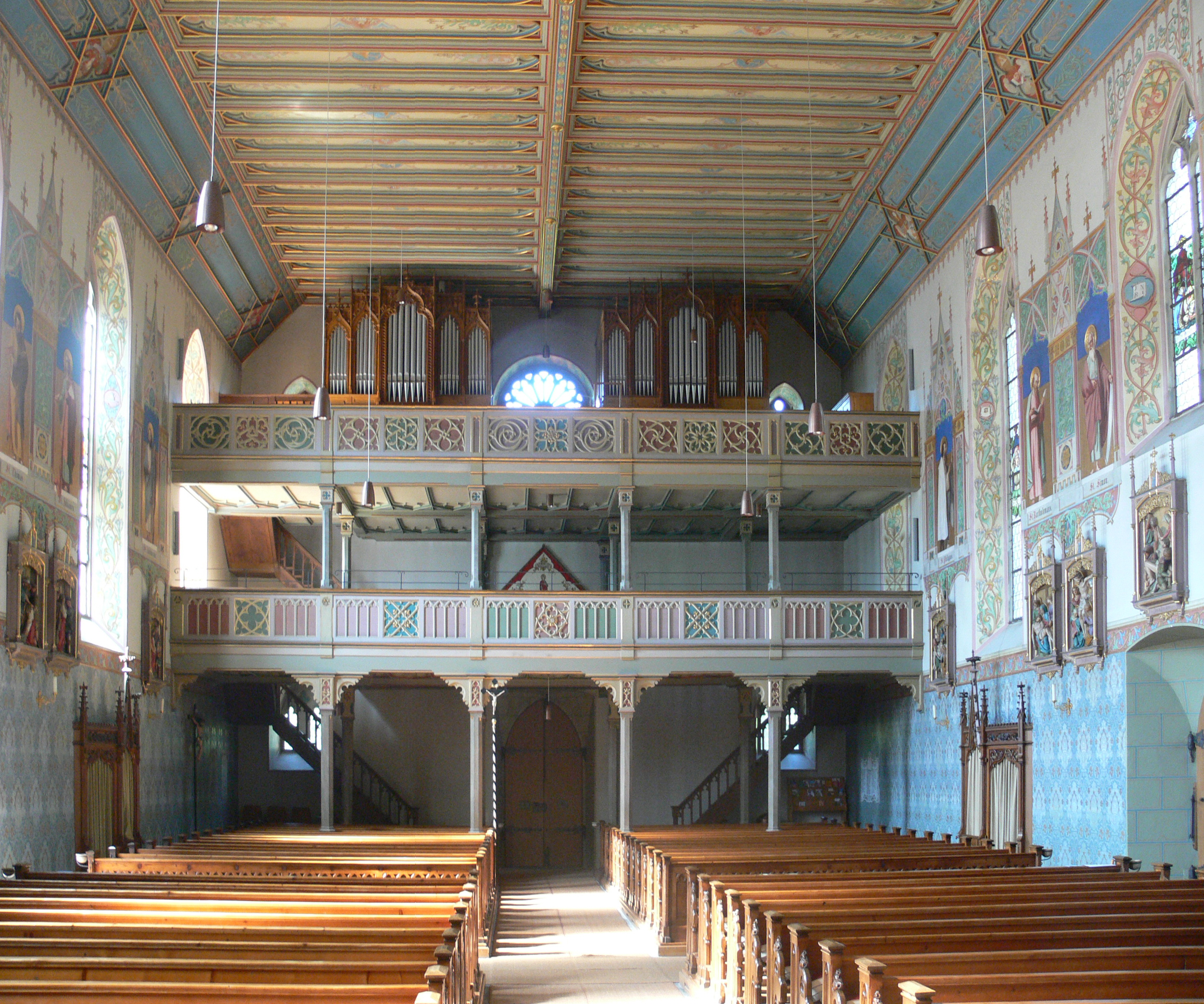
Interno di S. Pelagio